# 穆亞爾冰川
64°18′S 60°53′W / 64.300°S 60.883°W
穆亞爾冰川是南極洲的冰川，位於葛拉漢地西部，該冰川根據英國探險隊的空中照片被繪入地圖，以法國的飛行先驅命名。